# Korè

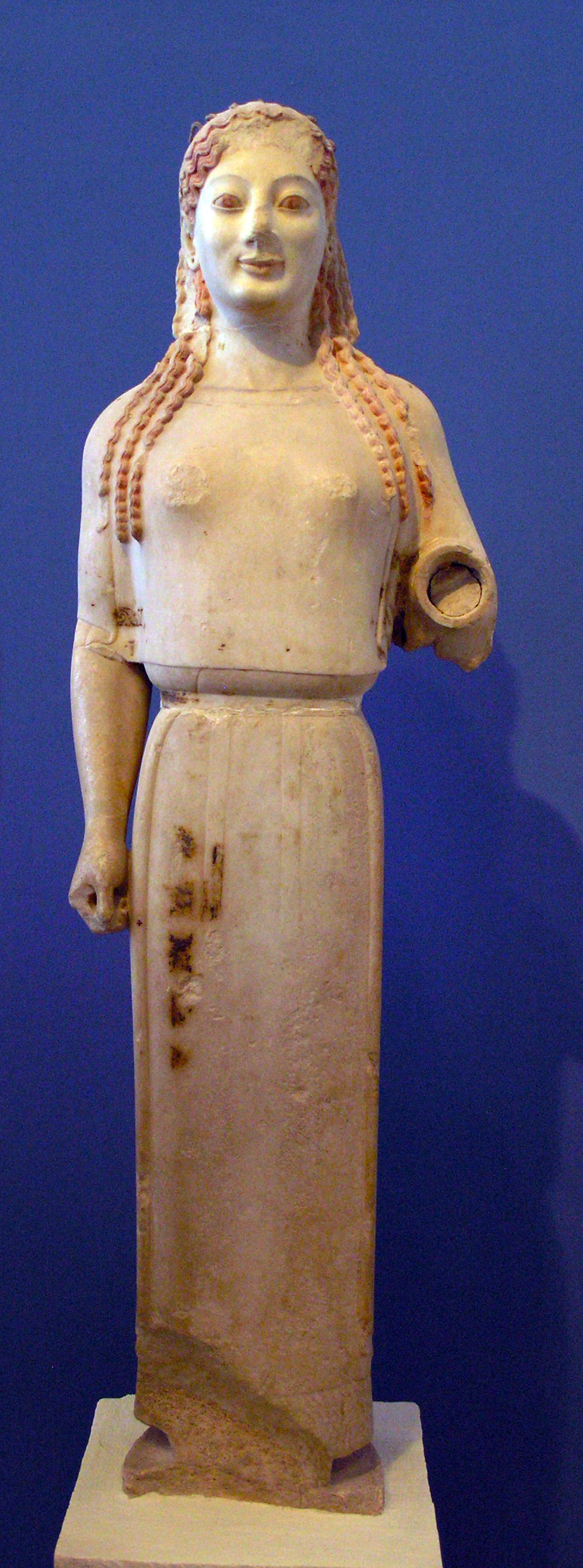
Korè met peplos

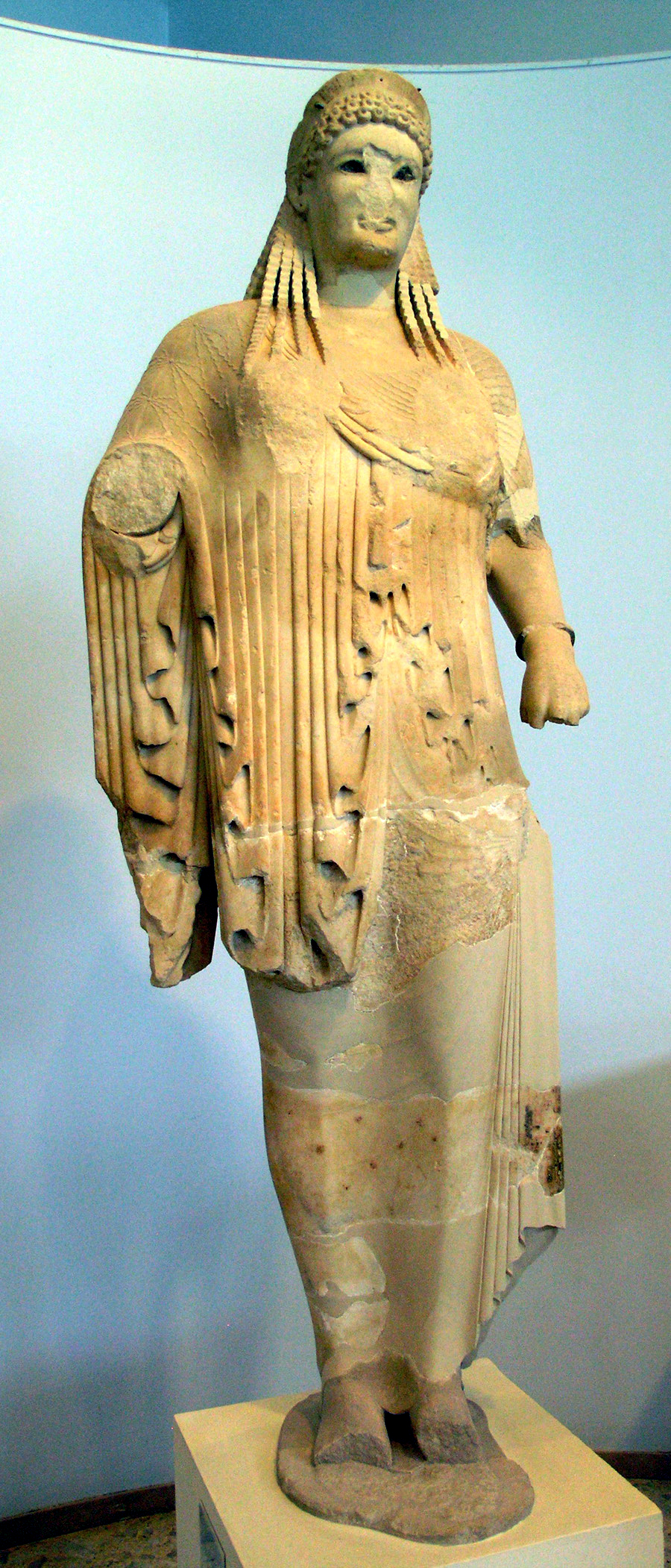
Korè met chiton

Korè, Oudgrieks κόρη, jonge vrouw, meervoud korai, is de klassiek archeologische en kunsthistorische naam voor een sculptuur van een jonge vrouw, een genre dat net als de kouroi typerend was voor de archaïsche periode van de oud-Griekse beeldhouwkunst, uit circa 650-500 v.Chr.

## Twee soorten korai
Er zijn twee soorten korai, een korè met  peplos en een korè met een chiton. De korai zijn voornamelijk uit marmer vervaardigd en zijn van Ionische oorsprong, uit het huidige Turkije. Zij staan tegenwoordig in het Akropolismuseum te Athene.
Op het Griekse vasteland was een korè een jonge vrouw gehuld in een gedrapeerde Dorische wollen peplos. De beelden van de Griekse eilanden, Ionië en soms ook uit het oude Athene waren meestal in een gedrapeerde linnen chiton gehuld, maar soms in een wollen peplos.

## Beeldhouwstijl
Het oude Griekenland  kwam tijdens de archaïsche periode meer in contact met het Oosten, vooral met Egypte. De Grieken ontdekten door dit contact de kunst om grote beelden te maken en er ontstond een grote gelijkenis tussen de Egyptische en Griekse beeldhouwkunst. De menselijke figuur, de goden, helden en atleten kwamen meer op de voorgrond.
Door de verwoesting van de Akropolis door de Perzen zijn er veel van deze beelden onder het puin terechtgekomen en net daardoor zijn er tegenwoordig nog mooie originele en prachtige archaïsche beelden bewaard gebleven.
De voornaamste kenmerken van de korai:
- Zij zijn gekleed in een soepel geplooid gewaad.
- De benen en voeten staan naast elkaar.
- Eén arm bevindt zich naast het lichaam.
- Ze stralen leven, bekoorlijkheid en vrouwelijke verfijning uit.
- Ze hebben een archaïsche glimlach.
- Het haar wordt door een diadeem bijeengehouden.
- Ze dragen vlechten over de schouders.
- De beelden kijken strak voor zich uit.

Het werd aan het einde van de 18e eeuw bekend dat de Grieken hun beelden beschilderden met heldere kleuren en versierden met juwelen. Tijdens de opgravingen op de Akropolis in de 19e eeuw vond men beelden met sporen van verf op het marmer. Plinius de Oudere schreef al, in de eerste eeuw, dat de beelden werden geschilderd en gepolijst.

## Beschrijving
Ten eerste is er het beeld van een korè met peplos. De gebeeldhouwde vrouw staat rechtop. Ze hadden een jeugdig gezicht, een archaïsche glimlach, vlechten op de schouders en hadden een elegante pose aangenomen. Het beeld heeft in de vorm een zeer doordachte clair-obscur, er kwamen geen grove vormen in voor.
Een ander korèbeeld is een korè met een chiton. Het gewaad bij dit korèbeeld is verfijnder en eleganter. De afgebeelde vrouwen hebben nog steeds een jong gezicht, met glimlach en vlechten over de schouders. De beeldhouwers gaven al meer aandacht aan details en afwerking.
In het Akropolismuseum bevinden zich ook nog de korè van Chios (± 510 v.Chr.), de korè met amandelvormige ogen (± 500 v.Chr.) en de korè van Euthydikos (± 490 v.Chr.). Bij de korè van Euthydikos is er een verschil met de andere korai met chiton. Deze korè trekt een vervelend gezicht en de glimlach is verdwenen. Het gezicht en het lichaam zijn ronder en komen beter met de werkelijkheid overeen.
Er voltrok zich een evolutie in de Griekse beeldhouwkunst op het vlak van de details, verfijning en sierlijkheid. De werkelijkheid werd steeds beter benaderd.